# Jocutla, Chilapa de Álvarez
Jocutla är en ort i Mexiko.   Den ligger i kommunen Chilapa de Álvarez och delstaten Guerrero, i den sydöstra delen av landet, 230 km söder om huvudstaden Mexico City. Jocutla ligger 1 622 meter över havet och antalet invånare är 229.
Terrängen runt Jocutla är kuperad åt nordost, men åt sydväst är den bergig. Runt Jocutla är det ganska glesbefolkat, med 43 invånare per kvadratkilometer. Närmaste större samhälle är San Marcos, 2,8 km sydväst om Jocutla. I omgivningarna runt Jocutla växer huvudsakligen savannskog.